# 法蘭·仙納杜拉
法蘭西斯·艾伯特·仙納杜拉（英語：Francis Albert Sinatra，1915年12月12日—1998年5月14日），在華語世界的綽號为瘦皮猴，美國男歌手和奧斯卡獎得獎演員。被公認為20世紀最優秀的美國流行男歌手之一。
法蘭·仙納杜拉的音樂生涯始於搖擺樂時代，最初曾與哈利·詹姆士和湯米·多爾西一同合作，但在1940年代初便轉而成為獨唱歌手，並因此取得了極大的成就。1950年代初，仙納杜拉一度陷入低潮，但因成功在1953年因演出電影取得奧斯卡最佳男配角獎而捲土重來。仙納杜拉曾經與Capitol唱片簽約，並發行了好幾張廣受好評的唱片（當中包括《In the Wee Small Hours》、《Songs For Swingin' Lovers》、《Come Fly With Me》、《Only the Lonely》和《Nice 'n' Easy》）。他後來又離開了Capitol唱片，轉為自立門戶，創立屬於自己的Reprise唱片（當中著名唱片計有《Ring-A-Ding-Ding》、《Sinatra at the Sands》和《Francis Albert Sinatra & Antonio Carlos Jobim》），除了周遊各地外，在1960年代初甚至與鼠黨及美國總統甘迺迪建立起親如兄弟的友誼。在1965年，即仙納杜拉步入50歲的那年，他發行了一套名為《September of My Years》的唱片，作為對自己的回顧，其後他又有《Strangers in the Night》和《My Way》等曲更成為了膾炙人口的名曲。仙納杜拉在後期曾嘗試貼近樂壇的轉變，而發行過好幾份風格截然不同的唱片，這些唱片之中的部份歌曲雖然曾在電影中播放過，可是始終不獲好評，結果促使他在1971年宣佈退休。不過到了1973年，仙納杜拉宣佈復出，除了在1976年娶芭芭拉·馬克思（Barbara Marx）為妻，又重新發行唱片（其中又以《New York, New York》一曲最為有名），環遊各地演出，一直到在1995年才再度淡出。
法蘭·仙納杜拉共有3名孩子，分別名為南希、小法蘭和蒂娜，而這3名孩子都是他的首任妻子南希·巴白圖（Nancy Barbato）所生。法蘭·仙納杜拉一生共有四段婚姻，除第一段婚姻外，他曾先後和阿娃·嘉娜、米亞·花露和芭芭拉·馬克思結婚。當中與芭芭拉之婚姻一直維持到他逝世。

## 生平

### 早年事蹟
法蘭·仙納杜拉在1915年12月12日生於美國新澤西州霍博肯，家住霍博肯的門羅街425號。他是家中獨子，父親名叫安東尼·马丁·仙納杜拉（Anthony Martin Sinatra，1894年－1969年），原居西西里，在1895年遷居美國，並任職消防員。法蘭·仙納杜拉的母親是納塔利·多利·加拉万塔（Natalie Dolly Garavanta，1896年－1977年），任職助產士、兼職墮胎員和民主黨的地區工作人員。納塔利早在1897年抵達美國，有著「帽針多利」（Hatpin Dolly）的外號。儘管坊間常指法蘭·仙納杜拉生於貧苦之家，但事實上，他的父親當時有穩定的收入，母親又和霍博肯的民主黨分支有緊密的關係，所以他的家庭環境其實要比想像中好得多。而精確一點說，法蘭·仙納杜拉在5歲以後，都算得上是在小康的中產階層家庭中成長。
法蘭·仙納杜拉出生時體重13.5磅（6.1）且寤生，他的生產必須以產鉗輔助，而這在他的左臉頰、脖子和耳朵上都留下嚴重的疤痕，並導致他鼓膜破損，而這些傷害持續終身。由於他出生時的傷，因此他的洗禮延後了數個月。
在新澤西州渡過童年和少年時期後，法蘭·仙納杜拉在第二次世界大戰期間曾對參軍報國甚為感興趣。然而，在1941年12月9日，即他的26歲生日前夕，紐華克募兵中心（Newark Induction Center）卻將他評定為4-F級，這表示他將無資格從軍。他之所以不合資格，是因為他當時的鼓膜破損所致。失去加入空軍的機會，使法蘭·仙納杜拉專心向娛樂事業進發，發展其歌影事業。

### 早期事業
法蘭·仙納杜拉在樂壇最初的其中一份工作，是在霍博肯聯合俱樂部（Hoboken Union Club）擔任歌手。到1935年的時候，他首次得到一個珍貴的機會，就是他所屬的樂隊「閃光三傑」（The Three Flashes）獲著名星探愛德華·鮑斯（Edward Bowes）所發現。在此以前，法蘭·仙納杜拉的母親納塔利以往為兒子找工作曾下過不少苦工，而這次也不例外。在納塔利的幫助和說服下，仙納杜拉成功被錄用，為著名電台節目《鮑斯少校的業餘者時段》拍攝廣告，但在廣告中飾演的，只是一個不用唱歌的黑人侍應。
在1935年9月，他以「霍博肯四傑」成員的身份現身於電台節目《鮑斯少校的業餘者時段》。這個「霍博肯四傑」在節目中的天才表演比賽中勝出，並且驚人地取得40,000票的支持。而在天才表演比賽中勝出，更使仙納杜拉與他的成員有機會隨鮑斯作一次全國巡迴表演。其後在1938年，仙納杜拉又獲新澤西州恩格爾伍德（Englewood）一所名叫「農村旅店」（Rustic Cabin）的旅館聘請，任職司儀、歌手兼侍應長，當時他的薪金僅為每周15美元。在此期間，法蘭·仙納杜拉在旅館和附近地方進行不少歌唱表演，透過電台的轉播，更使他的名字傳遍紐約。在1939年，樂隊領班兼小號手哈利·詹姆士（Harry James）透過妻子發現了仙納杜拉的才華，於是詹姆士設法聯絡上仙納杜拉，並最終成功以75美金周薪聘請了他。到1939年7月13日，兩人更首次進行了灌唱片的工作。
哈利·詹姆士管弦樂隊從未取得過很大的成功，但公眾對這個樂隊總體上還是受落的。至於法蘭·仙納杜拉其間則一共灌錄了10首歌曲，為他取得不少經驗。到年尾，法蘭·仙納杜拉離開詹姆士的樂隊，轉投到湯米·多爾西管弦樂隊，擔任民歌歌手。他與樂隊後來在1940年憑一曲《I'll Never Smile Again》取得了極大的成功，該曲是仙納杜拉第一首的成名之作，而適逢當時《告示牌雜誌》首設美國暢銷音樂龍虎榜，此曲更成為第一首榮登榜首的歌曲，其榜首地位更持續了2個多月之久。仙納杜拉以年輕偶像的姿態出現，打破以往偶像都是中年人的風尚，當中，他的流行歌曲更吸引了一批被稱為「波比短襪派」（bobby soxer）的年輕少女。
自1940年3月13日至4月9日，湯米·多爾西管弦樂隊在紐約派拉蒙劇院作多場表演，當中由法蘭·仙納杜拉任獨唱歌手，結果引起了很大的騷動。到1941年5月，他又獲《告示牌雜誌》選為年度最佳男歌手。後在1942年8月28日，仙納杜拉在印第安納波里的圓形劇院表演時宣佈自己將離開多爾西管弦樂隊。

### 哥倫比亞生涯

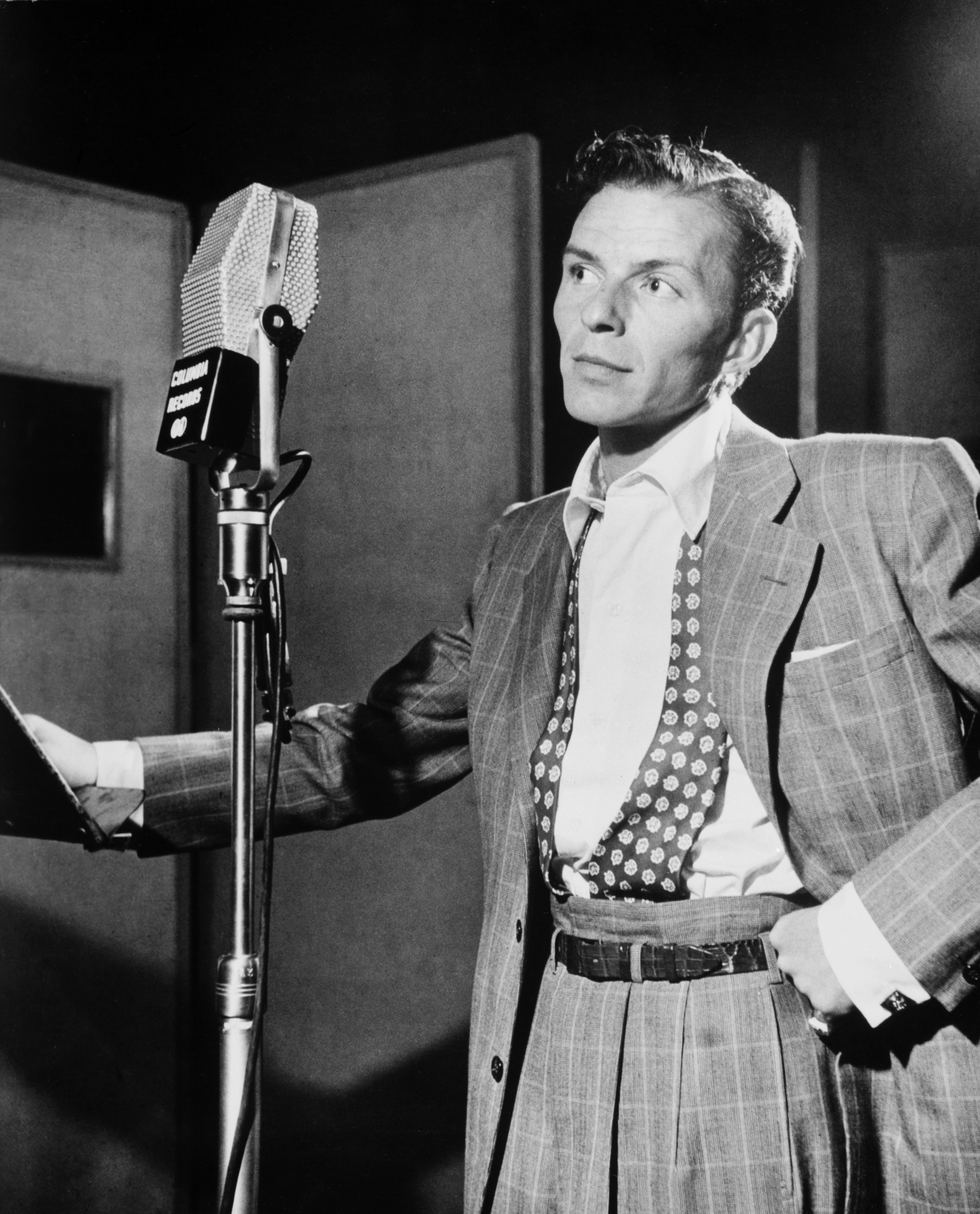
法蘭克·辛納屈，1947年時攝於紐約里德克倫茲音樂廳（Liederkrantz Hall）。

在1943年，法蘭·仙納杜拉與哥倫比亞唱片簽約，成為獨唱歌手。他初出道的時候，時值音樂家罷工，由於沒有樂手，但歌手卻不屬於音樂家的工會，所以唱片公司唯有以無伴奏合唱的方式繼續灌唱片。在此期間，仙納杜拉獲得了很大的成功，他除了有好幾首歌曲，如《Saturday Night》在罷工期間成為大熱外，更參與演了不少電台劇集的角色。一時之間，成為了繼冰·哥羅士比（Bing Corsby）之後，全美國第二受歡迎的流行歌手。而自1940年至1943年，仙納杜拉一共有23支單曲登上過《告示牌雜誌》的10大排行榜，為他贏得了「聲音」（The Voice）的美名。此外，當時仙納杜拉每有表演，那些被稱為「波比短襪派」的年輕少女在台下多被吸引得忘我尖叫，形成了一股前所未有的「仙納杜拉狂熱」。
同樣在1943年，仙納杜拉在紐約麥迪遜廣場花園一個為舒解希臘內戰而舉辦的慈善表演中獻唱，表演結果取得了很大的成功，並促使他在不久以後於加利福尼亞州的荷里活露天劇場舉行演唱會。荷里活露天劇場通常是古典音樂和歌劇的表演唱地，但那次仙納杜拉舉辦的演唱會卻吸引達10,000名觀眾入場，而收入之可觀，使劇場一向嚴重的財政危機得到即時化解。到是年10月，歌唱節目《仙納杜拉之歌》（Songs by Sinatra）在CBS電台首播，該節目此後持續播放了兩年之久。
在1944年，仙納杜拉正式開展他的電影事業，與RKO電影公司簽下7年合約，拍攝了不少以年輕觀眾為對象的輕歌舞片。不久以後，他更得到了路易·B·梅耶（Louis B. Mayer）的注意，結果仙納杜拉與RKO的合約被他買下，改為與米高梅公司另簽一張價值150萬美元的新約，而每齣電影的片酬也由以往的25,000元增至130,000元。
法蘭·仙納杜拉在1944年10月重回派拉蒙劇院，舉行個人演唱會，當時場外集結了35,000名瘋狂歌迷，情況幾至失控成暴動，事後警察要花上數個小時才穩定群情，是次的騷動後來被稱為「哥倫布日騷動」。至此，法蘭·仙納杜拉可謂是歌壇、影壇同樣得意的小數明星之一，據了解，他在全美國更有高達4000萬的支持者。在此之後，仙納杜拉又繼續在全國各地進行表演，除了在紐約的派拉蒙劇院外，還計有麥迪遜廣場花園、荷里活露天劇場、三藩市的金門劇院和芝加哥的芝加哥大球場等等。
在1945年，仙納杜拉與著名影星金·凱利在電影《銀漢雙星》（Anchors Aweigh）中合作，並取得了空前的成功，促使兩人日後繼續合作。其中兩人膾炙人口的合作作品還有《帶我去看棒球賽》和《錦城春色》（On the Town）等。同年，他又獲借調到RKO電影公司拍攝一齣名叫《我所住的房子》（The House I Live In）的短篇電影，該電影講述種族平等之餘，又提倡摒棄反猶太主義，結果在1946年贏得一項奧斯卡特別獎。後來在1950年代，仙納杜拉在他的電視節目《法蘭·仙納杜拉表演秀》中再次高唱《我所住的房子》之同名主題曲，並表示「這是一首優秀的歌曲，我不介意每星期也唱一次」。
在1946年，仙納杜拉的表現場數十分驚人，在某些月份，他每星期曾表演達45場次。同年，他又發行了第一張概念唱片，名為《The Voice of Frank Sinatra》，以及拍了幾齣電影。值得一提的是，在1946年年尾，仙納杜拉曾於哈瓦那會議舉行期間獲邀請到古巴表演。但事實上，哈瓦那會議是一次黑幫的會議，而仙納杜拉到古巴的真正原因，實為讓黑手黨首領借機會出席會議。其中，仙納杜拉更伴隨著黑幫頭目艾爾·卡彭的3名親信前來古巴，讓他們進行不法交易。
在1947年4月13日，仙納杜拉在紐約的華道夫-阿斯多里亞酒店獲授「湯瑪斯·傑佛遜獎」，以表揚他對社會共融的貢獻。到10月13日，新澤西州的霍博肯市宣佈當天為「法蘭·仙納杜拉日」，市長和警察長更即場頒授一條代表該市的鎖匙予仙納杜拉。
然而，在這時開始，仙納杜拉的事業卻不知不覺間陷入了低谷。首先，他成名以後在公眾場合頻頻失態，有次更毆打新聞記者，使大眾對他的形象大打折扣。此外，仙納杜拉當時已踏入30歲，漸漸失去了年輕人對他的瘋狂支持，再加上過度舉行演唱會，更使他的聲帶有所受損，影響演出。在1951年11月7日，仙納杜拉第二度結婚，迎娶影星阿娃·嘉娜，但這段婚姻生活並不愉快，兩人終在1953年分居，並在1957年正式離婚。婚姻的失敗，再加上不討好的公眾形象，更使大眾認為仙納杜拉是一位惡棍和沈溺於女色的人。結果，經過一輪低潮後，哥倫比亞唱片和MCA更在1952年決定解除與仙納杜拉的合約。

### 捲土重來與戰後事業
在1953年，法蘭·仙納杜拉憑藉在電影《亂世忠魂》中飾演安哲羅·馬傑奧（Angelo Maggio）一角，而獲得了第26届奧斯卡最佳男配角獎。該電影的故事設定在1941年珍珠港事件的前夕，而仙納杜拉在片中所表現的角色和演技，成功為他從過去數年的低谷之中捲土重來。
翌年，仙納杜拉又在電影《突然間》飾演位刺殺美國總統的冷血槍手，其演出之成功，獲不少影評人視為是電影銀幕上最令人心寒的演出。在1955年，他又在納爾遜·艾格林原著的電影《金臂人》中，擔演一名吸海洛因的隱君子，結果被提名奧斯卡最佳男主角獎。
至於在音樂發展上，經過重新部署，仙納杜拉在1953年與Capitol唱片簽約。在Capitol唱片中，仙納杜拉有機會和不少舉足輕重的音樂人合作，當中包括了諾曼·格蘭茲（Norman Granz）、戈登·詹金斯（Gordon Jenkins）和比利·梅（Billy May）等等。而在此期間，他的歌唱風格亦有所改變。以1955年發行的經典唱片《In the Wee Small Hours》為例，該唱片就突顯出一種截然不同的沉鬱格調。後來在1960年，藉著在樂壇上的成功，仙納杜拉自己成立了Reprise唱片，並為自己取得了「董事局主席」的綽號。
法蘭·仙納杜拉的捲土重來，是美國本土一個十分有名的傳奇。不論是在1940年代，以至於1950年代初，都沒有人會預料到仙納杜拉可以在5、60年代有這樣大的成就。但事實上，仙納杜拉在音樂上的二次成就是有跡可尋的。在哥倫比亞唱片生涯的末期，仙納杜拉的歌唱風格已開始出現改變，由以往的孩子氣漸發展出一種沉實的風格，可是哥倫比亞唱片最後仍然在1952年決定解除他的合約，這真可算是美國流行音樂史上一個錯誤的商業決定。
在1950和1960年代，仙納杜拉成為了拉斯維加斯最受歡迎的表演者。仙納杜拉之所以花時間在那裡表現，是由於搖滾樂在當時開始興起，變相使他的市場減少，也少了灌唱片所致。在拉斯維加斯，仙納杜拉結識了不少知名表演人士，其中包括甸·馬田（Dean Martin）、小萨米·戴維斯（Sammy Davis, Jr）、彼得·羅福（Peter Lawford）、喬伊·畢曉普（Joey Bishop）和莎莉·麥蓮（Shirley MacLaine）。這批藝人組成了一個所謂的鼠黨（Rat Pack），並以他為首領，在1958年至1963年對演藝界起了十分重要的影響力。
在1960年代，仙納杜拉曾致力於消除內華達州的酒店和賭場所實施的種族隔離政策。他曾帶領鼠黨成員，拒絕光顧所有不願向小森美·戴維斯（他是一位黑人）提供服務的酒店和賭場。後來電影《盜海豪情》在1960年公演後，鼠黨一時間成為傳媒新寵，仙納杜拉遂借此施加更大的影響力，迫使酒店和賭場廢除種族隔離。在2001年，拉斯維加斯當局將一條新辟道路命名為法蘭·仙納杜拉路（Frank Sinatra Drive），以誌其貢獻。

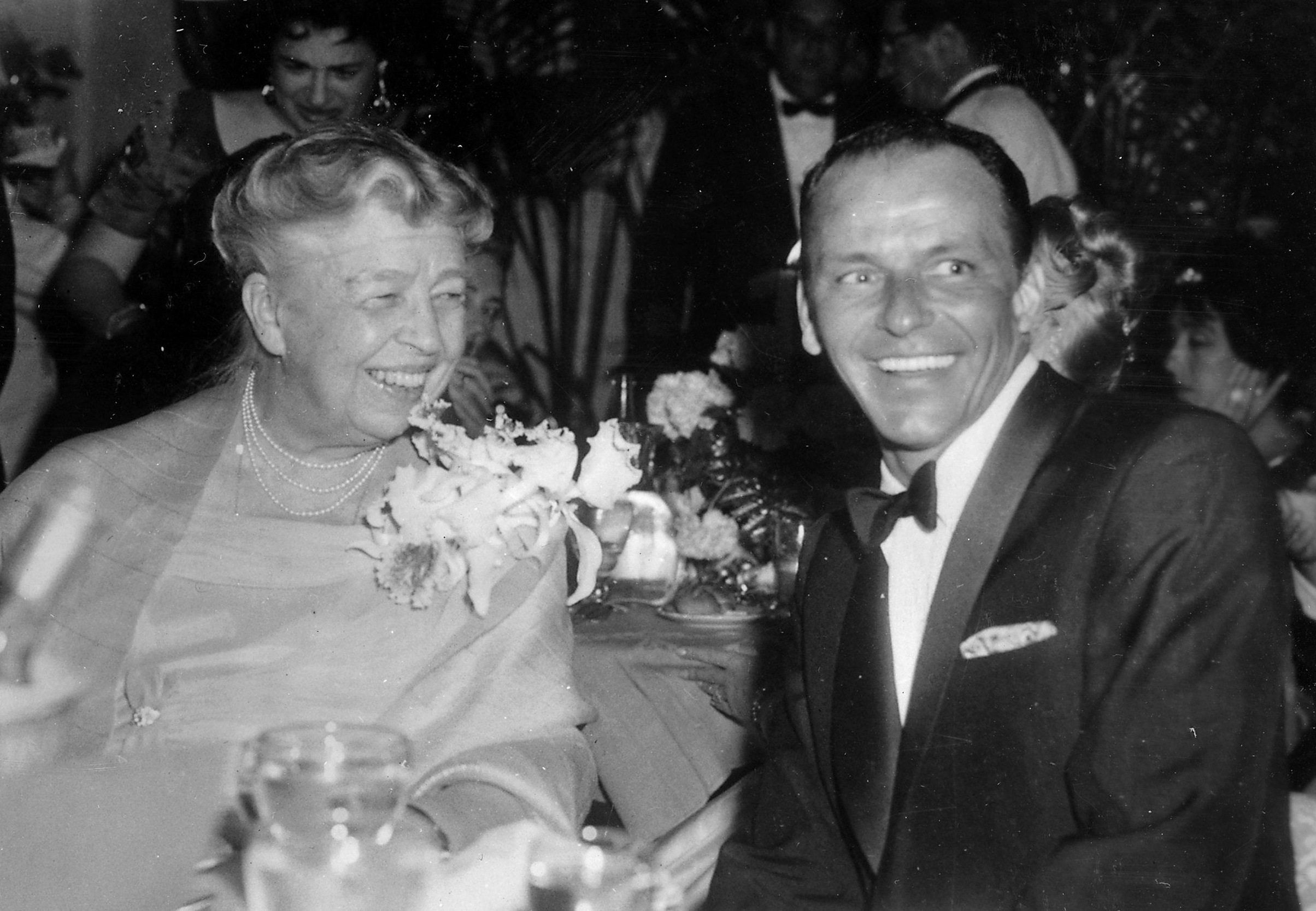
法蘭·仙納杜拉在1960年與前美國第一夫人埃莉諾·羅斯福合影。仙納杜拉在1968年以前都是民主黨的忠實支持者。

仙納杜拉曾與甘迺迪家族有十分緊密的關係，他本人也是美國總統約翰·甘迺迪的大力支持者。而據法蘭·仙納杜拉的女兒蒂娜·仙納杜拉在2000年透露，法蘭·仙納杜與黑幫頭目山姆·吉安卡納（Sam Giancana）甚至曾經協助甘迺迪在1960年一次重要的初選中勝出。另一方面，仙納杜拉曾經向甘迺迪介紹一位名叫朱迪思·坎貝爾（Judith Campbell）的女子，而這位女子曾經是法蘭·仙納杜和山·賈恩卡納的女朋友。到後來，朱迪思·坎貝爾更一度與甘迺迪總統傳出緋聞，結果時任司法部長，即甘迺迪的弟弟羅拔·F·甘迺迪感到有所不妥，並勸他的哥哥疏離仙納杜拉。這件事破壞了仙納杜拉與甘迺迪家族和民主黨的關係，結果促使了他在1960年代後期轉而支持共和黨和尼克遜，而尼克遜後來亦在1968年當選美國總統。此外在1963年，賈恩卡納被發現曾到訪一所叫卡爾-內華旅舍（Cal-Neva Lodge）的賭場，由於仙納杜拉是該賭場的擁有人之一，結果他的內華達州賭場牌照被吊銷。
在1960年代，仙納杜拉繼續在影壇有長足的發展，著名的參演作品包括有1962年的《諜網迷魂》、1964年的《羅賓七漢》（Robin and the Seven Hoods）和1965年的《列車大逃亡》等等。在1970年代，仙納杜拉曾一度宣佈退出，但不久即於1973年復出。復出後，他減少了灌唱片的工作，但仍繼續頻繁地在拉斯維加斯演出，並到世界各地作巡迴演出。
在1981年，內華達州賭博管制委員會舉行一系列聽證會後，決定向法納杜拉重新發出賭場經營執照。而根據記者皮特·哈米爾（Pete Hamill）在其著作《為何與仙納杜拉》（Why Sinatra Matters）一書中就認為，他是「繼約翰·威爾克斯·布斯以後被調查得最深入的美國演員」。其實，仙納杜拉對此也並不諱言，他曾表示，：「我一向花不少時間於酒館，這些酒館當然不是由基督教的弟兄們打理。那裡有不少傢伙，都是在禁酒令時期開酒館，而且還開得不錯。我當時只是一個小伙子，在那些地方工作，人們會付錢給你，而且不是空頭支票。我從沒有在酒館見過諾貝爾獎得獎者，但當然，如果在酒館幹活和當歌手的是阿西西的聖方濟各，他怎可能遇上同類的人」。
在1986年，記者基蒂·凱利（Kitty Kelley）出版了一本叫《他的路：未被授權的法蘭·仙納杜拉傳記》（His Way: The Unauthorized Biography of Frank Sinatra）的書。由於仙納杜拉認為該傳記除了對他有負面評價外，又誤導讀者認為她是獲授權的傳記作家，於是入稟法院禁制該書出版，前後更一共花了2百萬美元的律師費。然而，仙納杜拉最終卻決定放棄起訴，使該書成功出版外，更因此而名氣大增，甫出版便獲《紐約時報》列為第一位暢銷書。而在美國以外，該書在英國、加拿大和澳洲亦同樣列為暢銷書。

### 與黑手黨的關係
法蘭·仙納杜拉一直被指與美國黑手黨有密切關係，有不少傳言更指，其事業的發展背後有賴有組織罪行的協助  （页面存档备份，存于）。仙納杜拉的家庭背景本身就與黑道有所關係，他的一位舅舅正是一位黑社會成員，後來更在1921年的一宗謀殺案中裁定罪成。而即使是法蘭·仙納杜拉的首任妻子南希·巴白圖的一位表親，也是一位黑社會領導人物。
另外在1940年代，仙納杜拉亦曾與芝加哥和邁阿密的黑幫有不尋常的關係，他本人甚至曾被指到古巴和意大利拜會黑手黨首領。這些活動經傳媒大肆報導後，使大眾對仙納杜拉和黑手黨的緊密關係深信不疑，但事實上，現今人們仍未能夠證出，仙納杜拉與黑手黨有任何的確實關係，而他本人亦從未因此被起訴過。
不過，有不少例子仍然證明，得罪仙納杜拉的人是會被報復的。例如有次諧星積奇·梅森（Jackie Mason）在節目中嘲笑法蘭·仙納杜拉後，他的酒店房間未幾便被槍手開槍射擊，他本人後來更接到死亡恐嚇，以及被人毆打。至於在仙納杜拉生前，FBI曾經對他展開了深入的調查，而有關他的調查文件更多達2,403頁  （页面存档备份，存于），但仙納杜拉仍多次對公眾的犯罪指控加以否認。

### 婚姻生活
法蘭·仙納杜拉最先在1939年2月4日在新澤西州迎娶識於微時的南希·巴白圖，兩人共有三名兒女，分別是南希·仙納杜拉（1940年6月8日－）、小法蘭·仙納杜拉（1944年1月10日－2016年3月16日）和蒂娜·仙納杜拉（1948年6月20日－）。雖然法蘭·仙納杜拉對他的妻子不忠，但整體上他還是一位對子女盡責的父親。在1950年，仙納杜拉與女星阿娃·嘉娜之戀情公開，他遂和南希·巴白圖在同年分居，並在1951年10月29日正式離婚。兩人離婚以後，仍然保持了一定的聯絡。
仙納杜拉在離婚10日後，便在1951年11月7日和阿娃·嘉娜結婚。但由於婚姻的不愉快與及在事業遇上挫折，兩人未幾卻在1953年10月27日分居，並在1957年正式離婚。仙納杜拉曾考慮與羅蘭·比歌（她的丈夫堪富利·保加在1957年逝世）結婚，但兩人戀情被揭發後便打消了念頭。
在1963年12月8日，小法蘭·仙納杜拉遭匪徒綁架，他的父親為了兒子的安全，曾一度自願提出繳付100萬贖金。不過，他最後仍成功以240,000元贖金救回兒子，而他的兒子則於12月10日獲釋。在綁架期間，由於綁匪要求仙納杜拉全程使用街邊的付款電話聯絡，以致他帶了大量的10美分上街，而這日後也成為了他的習慣。值得一提的是，那些綁匪最後都被捕落網，而整件事後來更於2003年拍成電視劇集。
在1966年，法蘭·仙納杜拉與女星米亞·花露結婚，米亞·花露時年僅21歲，比仙納杜拉要年輕達30年，而兩人的婚姻關係只維持了短短2年。
在1976年，法蘭·仙納杜拉和芭芭拉·馬克思結婚，當時芭芭拉更因此而改信天主教。這段婚姻一直維持到他於1998年逝世，而據了解，芭芭拉·馬克思與仙納杜拉的子女之關係十分惡劣，但芭芭拉在仙納杜拉臨終前，仍曾設法叫他的孩子前來見最後一面（雖然結果是看不到）。

### 晚年與逝世
在1990年，為慶祝其75歲生日，法蘭·仙納杜拉作了一次全國巡迴演出，並獲洛杉磯的歌手協會頒贈「艾拉獎」。而在頒獎儀式上，仙納杜拉更最後一次和艾拉·費茲潔拉同台合唱。另一方面，前妻阿娃·嘉娜與鼠黨成員小森美·戴維斯在1990年去世，再加上老朋友吉爾利·里佐（Jilly Rizzo）於1992年因車禍辭世，對他構成了多重打擊。
在1992年11月，CBS發行了一齣名《仙納杜拉》的微型專輯，講述法蘭·仙納杜拉的一生。該節目由蒂娜·仙納杜拉和華納兄弟製作，並得到仙納杜拉家人的全力協助。而仙納杜拉則表示，他一直希望可以在有生之年，而非身後看到自己的一生搬上電影銀網，因為這樣才「不會把事情弄糟」。
在1993年，仙納杜拉出人意表地回到Capitol唱片，為新唱片《Duets》錄音。顧名思義，「Duet」是「二重唱」之意思，而在唱片中，仙納杜拉收錄不少與知名歌手合唱的歌曲。當中，他與波諾合唱的《I've Got You Under My Skin》一曲更高佔Billboard排行榜第2位，而唱片單在美國，銷量便達200萬張。緊隨著《Duets》的發行，仙納杜拉又於1994年發行《Duets II》。《Duets II》是仙納杜拉一生人最後一次灌錄的唱片，並曾榮登Billboard排行榜的第9位。此外，這套《Duets》系列唱片的所有合作歌手，都是以無償的形式義務與仙納杜拉合唱的。
在1995年，為慶祝法蘭·仙納杜拉的80歲生日，當年紐約的帝國大廈特地用燈光照成藍色，而洛杉磯的神聖大禮堂亦舉行了大型的生日慶祝活動，而這也是仙納杜拉最後一次在電視節目中露面。
仙納杜拉在人生中的最後階段因為健康問題，過著了隱居的生活。在1996年11月，仙納杜拉曾患上一次輕微的心臟病發和中風，後在1997年1月又患上了一次心臟病發。最後在1998年5月14日，法蘭·仙納杜拉在另一次心臟病發後逝世，終年82歲，他臨終前最後說的話是「我要輸了」。在他身後，美國總統克林頓、英國首相貝理雅、歌手艾頓·莊，以至社會各界均對仙納杜拉之死感到悲痛。
法蘭·仙納杜拉的喪禮於1998年5月20日在比華利山的牧愛堂舉行後。隨後又在棕櫚泉的聖德肋撒天主教堂舉行了私人儀式。仙納杜拉的遺體安葬於聖德肋撒天主教堂以東不遠，大教堂市沙漠記念公園內，父母的墓碑旁邊。那裡是一處秘謐寧靜的地方，而且離以他命名的法蘭·仙納杜拉路不遠。另外，他的生前好友吉爾利·里佐亦葬於同一墳場。
根據傳聞，法蘭·仙納杜拉的遺體穿上了藍色的服裝，而墳墓內的陪葬品除了有一瓶傑克·丹尼爾牌田納西威士忌外，又有一捲10美分硬幣，是其女兒蒂娜特別為紀念當年小法蘭·仙納杜拉被綁架一事而擺放的。另外根據其他傳言，他的墳墓還放了一枚Zippo打火機和一包駱駝牌香煙，來代表他與黑幫的關係。至於他的墓碑則刻上了他其中一首金曲的歌名——《The Best Is Yet to Come》（意指「最好的還在後頭」）。

## 唱片傳奇

### 影響
法蘭·仙納杜拉的歌唱風格，完全擺脫了其偶像冰·哥羅士比以往的「低音吟唱」（crooning）手法。而仙納杜拉活躍的年代又正正是麥克風普及的時代，錄音技術的改進，正好讓歌手有更多發揮空間，發展一種更柔軟、個人化和細膩的風格。但準確一點說，這種演變在冰·哥羅士比的年代已見端倪。
仙納杜拉又曾經認為，自己在哥羅士比的傳統風格之上，引入了美聲唱法，把哥羅士比的傳統風格達至極致，而這是搖滾樂和日後的樂種所不能達到的。
另外兩位在1930年代與1940年代對仙納杜拉甚具啟發的歌手要算比莉·霍利戴和梅布爾·默塞爾（Mabel Mercer）。在1940年代的時候，仙納杜拉常常流連在紐約的歌廳聽「戴小姐」的演出，並從中學到在歌曲中流露實在感情的重要性。至於從默塞爾身上，他亦學習到一首歌的「故事性」的重要。對仙納杜拉而言，一首歌往往是一個3至4分鐘的敍述——有時是關於自己、關於自己的生活、自己的傷感、甚而自己的輕鬆心情。無怪乎艾拉·費茲潔拉曾說到：「與法蘭一起的時候，永遠就是這小傢伙，訴說這個......故事」。有關這類風格的代表作，可以參見Capitol唱片在1958年發行的《Frank Sinatra Sings For Only The Lonely》之中，《Angel Eyes》和《One for My Baby》兩首歌曲。

### 作品類型
在搖滾樂時代來臨前，仙納杜拉無疑是一位流行歌手。而人們現今一般也會以傳統流行音樂和經典流行音樂來形容他的風格。
現時不少人仍然對法蘭·仙納杜拉和艾拉·費茲潔拉是否爵士樂歌手仍存有不少爭論。但無疑的是，仙納杜拉一生中與不少頂尖的爵士樂歌手合作過，亦曾演繹過《大美國歌集》的不少歌曲。雖然他鮮有在歌曲中表現擬聲吟唱（scat singing）的風格，但我們亦不能否認他在1953年以後的作品都是受爵士樂風格所影響的，而不少知名爵士樂手，如邁爾斯·戴維斯（Miles Davis）等皆以仙納杜拉為偶像，而萊斯特·楊更曾認為仙納杜拉是其爵士樂隊的理想歌手。相反，仙納杜拉亦有以不少爵士樂手為偶像，其中包括貝西伯爵（Count Basie）和奥斯卡·彼得森（Oscar Peterson）等等。無論如何，仙納杜拉作為爵士樂歌手的身份都是難以否定的。

### 歌曲與唱片
法蘭·仙納杜拉一生錄製了極大量的音樂，並跨越了不同的年代。他最先於1939年為哈利·詹姆士的樂隊錄製歌曲，此後在1940年代轉投哥倫比亞唱片，1950年代又轉到Capitol唱片，1960年代往後則轉到Reprise唱片，而最後一套唱片《Duets II》更晚至1994年發行。
部分最有名的作品包括：
- 《大美國歌集》所包括的《Night and Day》、《I've Got You Under My Skin》和《Fly Me To The Moon》
- 喜劇歌曲如《Love and Marriage》
- 失戀歌如《One for My Baby》、《Angel Eyes》和《Drinking Again》
- 1960年代中期的代表作如《It Was a Very Good Year》和《Summer Wind》
- 晚年的名曲如《That's Life》、《My Way》和《New York, New York》

儘管在搖滾樂時代來臨以後，仙納杜拉仍曾經有三首歌曲成功登上了Billboard排行榜的第一位。該三首歌分別是1955年的《Learnin' the Blues》、1966年的《Strangers in the Night》和1967年的《Somethin' Stupid》。當中《Somethin' Stupid》是和女兒南希合唱的。
在他眾多的唱片之中，以1966年發行的《At the Sands with Count Basie》最為有名，在歐美至今仍然是熱賣的唱片。該唱片是仙納杜拉於1966年在拉斯維加斯現場錄製的，當時以他為主音，並配以貝西伯爵的樂隊在場演奏。其實，不論是在夜總會、賭場、大型場館還是球場，仙納杜拉是20世紀之中少有成功的表演者，其表演所展現的催眠力和張力，往往讓置身球場的觀眾恍若在一所舞廳之內。不過可惜的是，有關仙納杜拉現唱表演的唱片和影片並不多，除了《At the Sands with Count Basie》外，著名的現場作品還有《With Red Norvo Quintet: Live In Australia, 1959》、《Sinatra '57 In Concert》和1962年6月的《Sinatra and Sextet: Live in Paris》。
法蘭·仙納杜拉常被認為是第一位提出概念唱片的人，而他在1955年發行的唱片《In the Wee Small Hours》就是一個經典例子。該唱片中只收錄了民謠，並以夜深人靜，痛失愛情，孤身一人的感覺為唱片的主調，此外，唱片的封面更以沉鬱的設計加以配合。後來，《滾石雜誌》在2002年的滾石雜誌五百大專輯中將唱片列於第100位。
在翌年發行的唱片《Songs For Swingin' Lovers》，卻表現出一種完全迥異的風格。當中展現的嬉皮和爵士風格，完全表露一種充滿生氣的標準流行音樂節奏。而《滾石雜誌》後來亦同樣將之列在五百大專輯中的第306位。值得一提的是，《滾石雜誌》是搖滾樂人所辦的，在列表中展示仙納杜拉的作品，反映出他的歌曲是跨越兩代人的。由此觀之，儘管西方在1960年代末曾出現過所謂「兩代人的衝突」（conflict of generations），但這並無消減仙納杜拉在新一代的歡迎程度。
仙納杜拉其他的重要作品還有1965年的《September of My Years》、1973年的《Ol' Blue Eyes Is Back》和1980年的《Trilogy: Past Present Future》。此外，不少人認為在1981年發行的《She Shot Me Down》是他最後一件大作，而唱片中的歌曲《A Long Night》，更可以與他在哥倫比亞時代錄製的同一歌曲作比較。
除了歌唱外，法蘭·仙納杜拉更曾當過指揮的工作，例如，佩姬·李（Peggy Lee）1957年的唱片《The Man I Love》、甸·馬田1958年的《Sleep Warm》與施維亞·森絲（Sylvia Syms）1982年的《Syms by Sinatra》，都是由仙納杜拉所指揮的。在1956年，法蘭·仙納杜拉還曾獲委任為交響詩唱片《Frank Sinatra Conducts Tone Poems of Color》作指揮。

### 獎項

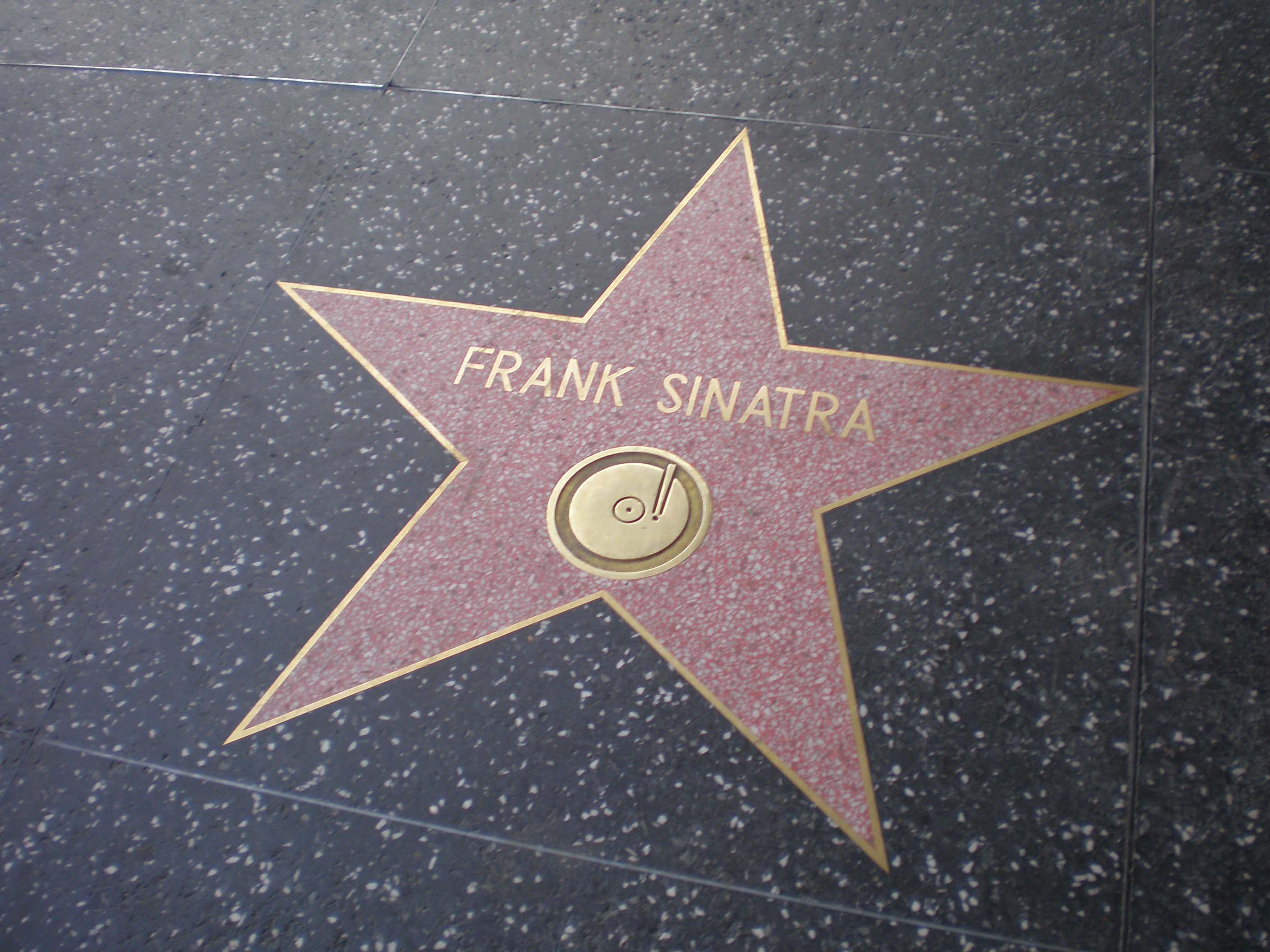
法蘭·仙納杜拉在荷里活星光大道的星星。

自格林美獎在1958年設立以來，仙納杜拉一共11次得獎，1960年的特別貢獻獎、1965年終身成就獎、1979年理事獎、1994年傳奇獎。其中，1960年、1965年和1966年取得了三座格林美獎年度專輯獎及三座格林美獎最佳流行男歌手獎。1996年再獲得格林美獎最佳傳統流行演唱專輯獎。
另外，自1941年至1966年間，仙納杜拉曾16次獲爵士樂雜誌《Down Beat》的讀者選舉選為年度最佳男歌手，以及自1954年至1959年6度選為年度風雲人物。至於由該雜誌舉辦的歌評人選舉中，仙納杜拉亦分別在1955年和1957年選為年度最佳男歌手。而另一本雜誌《花花公子》所舉辦的投票中，他曾自1957年至1963年，7次成為年度最佳爵士樂男歌手。
在2001年，BBC電台第2台選出仙納杜拉為「20世紀最偉大歌手」，仙納杜拉本人亦在1980年薦入大樂隊與爵士樂名人堂。法蘭·仙納杜拉得到的獎項還包括了甘迺迪中心榮譽獎（1983年）、總統自由勳章（1985年）和國會榮譽金勳（1997年）等等。
在電影方面，法蘭·仙納杜拉曾3次得到奧斯卡金像獎。除1953年一次是奧斯卡最佳男配角獎外，其餘兩個分別是在1945年和1971年取得的是奧斯卡榮譽獎和人道精神獎。四次獲金球獎，1945年特別獎、1953年金球獎最佳電影男配角、1957年金球獎最佳音樂及喜劇類電影男主角
及1971年金球獎終身成就獎。

## 电影和电视形象
马里奥·普佐的小说《教父》中，一位与黑手党有关系的歌手约翰尼·方坦，就是以辛纳屈的生活为基础。普佐在1972年写道，当他和辛纳屈在查森相见时，辛纳屈“开始大声辱骂”，称普佐为“皮条客”，并威胁要对普佐使用肢体暴力。根据小说改编而成的电影导演弗朗西斯·科波拉在音频评论中说，“很明显，约翰尼·方坦的灵感来自弗兰克·辛纳屈的一种性格。”

## 音樂唱片分類目錄
- 請參見法蘭·仙納杜拉的音樂唱片分類目錄。

## 電影分類目錄
- 請參見法蘭·仙納杜拉的電影分類目錄。

## 建議閱讀
- The New Rolling Stone Record Guide, Rolling Stone Press, 1983.
- "Frank Sinatra — Through the Lens of Jazz", Jazz Times Magazine, May 1998 Archive.today的存檔，存档日期2012-09-09
- Freedland, Michael. All the Way: A Biography of Frank Sinatra. St Martins Press, 2000.
- Friedwald, Will.  Sinatra! The Song Is You: A Singer's Art.  Da Capo Press, 1999.
- Granata, Charles.  Sessions with Sinatra: Frank Sinatra and the Art of Recording.  Chicago Review Press, 1999.
- Hamill, Pete.  Why Sinatra Matters. Back Bay Books, 2003.
- Jacobs, George and Stadiem, William.  Mr. S The Last Word On Frank Sinatra.  HarperCollins, 2003.
- Kelley, Kitty.  His Way. Bantam Press, 1986.
- Lahr, John. Sinatra.  Random House, 1997.
- Munn, Michael. Sinatra: The Untold Story. Robson Books Ltd, 2002.
- Mustazza, Leonard, ed. Frank Sinatra and Popular Culture.  Praeger, 1998.
- Petkov, Steven and Mustazza, Leonard, ed. The Frank Sinatra Reader. Oxford University Press, 1997.
- Pugliese, S., ed.  Frank Sinatra: "History, Identity, and Italian American Culture ".  Palgrave, 2004.
- Rockwell, John. Sinatra: An American Classic.  Rolling Stone, 1984
- Sinatra, Frank Jr. The Sinatra Treasures. Virgin Books, 2004.
- Sinatra, Nancy.  Frank Sinatra 1915-1998: An American Legend. 1998.
- Smith, Martin.  When Ol' Blue Eyes was a red. Redwords, 2005.
- Summers, Antony and Swan, Robbyn. Sinatra: The Life. Doubleday, 2005.
- Taraborrelli, J. Randall. Sinatra: The Man Behind the Myth. Mainstream Publishing, 1998.

## 外部連結
- 法蘭·仙納杜拉在互联网电影资料库（IMDb）上的資料（英文）
- 互聯網百老匯資料庫（IBDB）上法蘭·仙納杜拉的資料（英文）
- 仙納杜拉家族網站 （页面存档备份，存于）
- 法蘭·仙納杜拉資料 （页面存档备份，存于），FBI
- Sinatra! The Complete Guide （页面存档备份，存于），導賞網站
- 仙納杜拉雜聞
- 仙納杜拉 - 主要事件 （页面存档备份，存于）
- 法蘭·仙納杜拉 - 《突然間》 （页面存档备份，存于）
- 法蘭·仙納杜拉 - 《金臂人》 （页面存档备份，存于）
- 有關小法蘭·仙納杜拉被綁一事
- 法蘭·仙納杜拉的霍博肯
- 法蘭·仙納杜拉之遺囑

| 前任者： 安東尼·昆 《薩巴達萬歲》 | 奧斯卡最佳男配角獎 《紅粉忠魂未了緣》 1953年 | 繼任者： 埃德蒙·奧布萊恩 《赤足天使》 |